# Ковальский, Яков Игнатьевич
Яков Игнатьевич Ковальский (1845—1917) — физик, педагог-методист. Разрабатывал методику наглядного преподавания физики при помощи опытов и наблюдений, стал учителем для многих педагогов-физиков. В конце 1860-х — начале 1870-х участвовал в студенческом движении в Харькове.

## Биография
Я. И. Ковальский родился в 1845 в городе Славяносербске Екатеринославской губернии, в семье мелкого помещика. Учился в уездном училище, затем окончил с медалью гимназию в Екатеринославе; с 15 лет содержал мать и брата частными уроками. В 1869 окончил физико-математический факультет Харьковского университета, был ассистентом профессора А. П. Шимкова и лаборантом при его физическом кабинете, но не получил кафедры в университете из-за политической неблагонадёжности (по другой версии — из-за тяжёлой болезни жены).
В молодости принимал участие в студенческом движении: в 1869, ещё во время учёбы в университете, занимался организацией студенческих кружков (например, читал лекции по физике и космографии в организованном студентами просветительском кружке для приказчиков) и касс, попал в поле зрения властей и был обыскан в ноябре 1869.
В 1870-х Ковальский активно участвовал в работе образовательных кружков, собиравшихся в одном из домов, принадлежавших Е. Н. Солнцевой: так, он читал лекции по основам естествознания в кружке модисток, преподавал в кружке народных учителей и учительниц и организовал кружок «для изучения государственных учреждений на Западе».
|  | Первую скрипку тогда играли Е. Н. Солнцева (потом по мужу Ковальская) и Я. И. Ковальский. Кому из этих двоих принадлежит инициатива движения, руководительство им, организация его <...> в целом и частностях, — трудно мне было тогда разобраться, да и теперь нелегко; так тесно сливалась тогда их общая работа, так дружно шли они оба рука об руку. <...> Основной тон движения давал Ковальский: мирная культурно-просветительная работа была ближайшим их заданием. Но <...> Е. Н. Солнцева уже тогда заметно тяготела влево, — правда, это было еще смутно, расплывчато, но оно сказывалось уж тогда в ее мятежных порываниях, вносивших красные тона в общее, основное направление работы кружков.Аптекман О. В. Общество «Земля и воля» 70-х гг. |

В начале 1870-х Ковальский был делегатом на съезде «Всероссийских студенческих организаций самообразования» в Петербурге. Вернувшись из Петербурга, открыл в Харькове отделение кружка «чайковцев», занимавшееся так называемым «книжным делом» — распространением запрещённой научной и революционной литературы. В результате обыска 16 января 1873 на его квартире было обнаружено собрание женского кружка. Ковальского привлекли к дознанию, производившемуся прокурором Харьковской судебной палаты, но по высочайшему повелению от 7 июля 1873 дальнейшее производство было прекращено за недостатком улик.
В 1873 году Я. И. и Е. Н. Ковальские жили в Монтрё, Швейцария, куда, по свидетельству одного из адресантов Н. П. Огарёва, они приехали для лечения Е. Н. Ковальской.
В 1874 году Ковальский переехал в Петербург, где занимался педагогической деятельностью. С 23 сентября 1874 он подчинён негласному надзору по указанию Третьего отделения. В середине марта 1879 года был арестован в связи с покушением, совершённым 13 марта 1879 на шефа жандармов Дрентельна, вскоре освобождён (при этом племянник А. Р. Дрентельна, Н. С. Дрентельн, физик-методист, был учеником Ковальского и его коллегой по работе в Педагогическом музее). Арестован повторно 17 сентября 1879, содержался в Доме предварительного заключения. Был подчинён гласному надзору (с вменением в наказание предварительного содержания под стражей) из-за обнаруженных при нём запрещённых сочинений.
Н. С. Дрентельн пересказывает события 1878—1879 иначе: Ковальский был арестован из-за популярных среди молодёжи лекций на «научно-общественные темы» и в сентябре—январе 1878 содержался в Доме предварительного заключения, а в марте—июле 1879, после повторного ареста, был заключён в Литовский замок. Ему грозила административная высылка в Пинегу, затем отменённая.
После 1879 года не участвовал в революционном движении, посвятив себя преподаванию и работе в Педагогическом музее военно-учебных заведений, Русском техническом и Русском физико-химическом обществах. Из-за тюремного заключения и обвинения в неблагонадёжности Ковальский долгое время не мог преподавать в учебных заведениях Министерства народного просвещения.
С декабря 1904 до марта 1917 состоял постоянным членом Училищного совета при Святейшем Синоде, управлявшего церковно-приходскими училищами.
В 1914 году он оставил преподавание в связи с болезнью. Последние годы жил в Петербурге, на Крестовском острове, в особняке на Ольгиной улице, 14. Занимался воспитанием детей в семье своей родственницы Е. В. Головиной-Скржинской, вдовы инженера-электротехника Ч. К. Скржинского (одна из его учениц, Е. Ч. Скржинская, впоследствии стала известна как историк-медиевист).

## Русское техническое и Физико-химическое общества
С 1880 Я. И. Ковальский состоял в нескольких отделах Русского технического общества: в V (светописи (фотографии) и её применения), VI (электротехническом) и в Постоянной Комиссии по техническому образованию. В 1883 участвовал во Всемирной электрической выставке в Вене. В 1891 был одним из делегатов (вместе с В. И. Срезневским) V отдела РТО на Международном фотографическом конгрессе в Брюсселе. Некоторое время был ответственным редактором журнала «Записки императорского русского технического общества и свод привилегий».
Входил в Русское физико-химическое и астрономическое общества.

## Педагогический музей военно-учебных заведений
Педагогическая и просветительская работа Ковальского была связана с Педагогическим музеем военно-учебных заведений в Соляном городке. Музей распространял идеи наглядного преподавания, знакомил учителей с отечественными и иностранными учебными пособиями, разрабатывал новые и рецензировал существующие пособия и методики.
В 1874 Ковальский предложил на рассмотрение постоянной комиссии музея программу физических опытов для детей. В течение нескольких лет, с зимы 1878—1879 (или с 1880) года, он вёл в Педагогическом музее так называемые «научные беседы» — открытые уроки по физике и химии для детей 10—12 лет, проходившие в присутствии преподавателей. Зрители имели возможность задавать лектору вопросы по ходу урока; согласно отчёту директора музея за 1880 год, аудитория каждой из 6 прошедших в 1880 году «бесед» составила от 400 до 450 человек.
Результатом работы по созданию доступного для детей изложения курса физики стал вышедший в 1885 «Сборник первоначальных опытов, при помощи которых можно познакомить детей с самыми простыми физическими и химическими явлениями». Методика Ковальского включала в себя знакомство с физическими законами и явлениями через опыты, в противовес так называемой «меловой физике». 
Преподавал на проводившихся при музее Педагогических курсах для подготовки офицеров к воспитательной деятельности в кадетских корпусах (проходили с 1900) и курсах для преподавателей (с 1903).
С 1871 в Педагогическом музее проводились «чтения для народа» — публичные лекции, предназначенные для малограмотных слушателей из низших сословий и солдат (хотя на деле аудитория была более разнообразной), сопровождавшиеся показами «туманных картин», а также, в соответствующих случаях, «пением, музыкой и опытами». Я. И. Ковальский участвовал в «чтениях» с осени 1876, его выступления пользовались популярностью среди публики, «искавшей разумного воскресного развлечения». Темами его чтений были физика, техника и космография (например, читались публичные лекции «О воздухоплавании», «О фотографии», «Об ошибках глаза», для которых изготавливались специальные приборы и наглядные пособия).
Ковальский участвовал в подготовке экспонатов — изобретённых и/или изготовленных в России учебных пособий по физике — для представления музея на Всемирной выставке в Чикаго (1893), Международной учебно-промышленной выставке «Устройство и оборудование школы» в Санкт-Петербурге (1912), а также для Всероссийской выставки в Нижнем Новгороде (1896), на которую был командирован военным ведомством. На Парижской географической выставке 1875 года была отмечена медалью изготовленная Ковальским школьная армиллярная сфера.
Я. И. Ковальский проработал в Музее более 30 лет. В 1885 он стал руководителем открытого в Музее Физического отдела. Благодаря усилиям Ковальского, вокруг Музея сплотились такие учёные и методисты, как О. Д. Хвольсон, И. И. Боргман, В. В. Лермантов, К. В. Дубровский, В. Л. Розенберг, Н. С. Дрентельн, П. А. Знаменский и другие.

## Преподавательская деятельность
В Петербурге Я. И. Ковальский преподавал в средних учебных заведениях и выступал с лекциями. По отзывам современников, Ковальский обладал харизмой, педагогическим и лекторским талантами: ещё в годы работы в Харьковском университете Ковальский пользуется успехом у студентов и «блестяще читает» лекции в просветительском кружке, М. А. Шателен говорит о его «большой популярности» и многочисленных слушателях лекций, читавшихся под эгидой Русского Технического общества.
В конце 1870-х Ковальский проводил для молодежи «чтения на научно-общественные темы», где «выступал с открытой пропагандой своих идей мирного постепенного прогресса». Н. С. Дрентельн, бывший участником этих собраний, называет их «трезвой проповедью знания и самообразования». Эти лекции, по мнению Н. С. Дрентельна, стали причиной ареста Ковальского в 1878. По свидетельству О. Аптекмана, также они не находили понимания и у революционно настроенных народников:
|  | Как-то раз нас собралось несколько человек на квартире М. Н. Ошаниной <...> На этой... квартире и обратился к нам <...> Волошенко, встревоженный, с упреком, отчего мы не принимаем мер против помрачения умов молодежи, практикуемого здесь некоторыми противниками революционного движения вообще и народнического — в частности. Он при этом указал на лекции учителя Я. И. Ковальского, «развращающего, — по выражению Волошенко, — молодежь своей философией». Волошенко в заключение посоветовал землевольцам отрядить кого-нибудь на эти лекции, но, не дожидаясь наших действий, стал сам посещать устроенные Ковальским сходки, выступая на них сильным и оригинальным оппонентом.О. В. Аптекман. Общество «Земля и воля» 70-х гг. |

С 1880 начал вести занятия по физике в Пажеском корпусе. С 24 апреля 1885 (либо с августа 1885) был назначен штатным преподавателем Пажеского корпуса благодаря его директору, генералу Дитерихсу, не придавшему значения репутации «политически неблагонадёжного». Оставался на этой должности по апрель 1914.
Преподавал в женской гимназии Таганцевой, гимназии княгини Оболенской, в Приюте принца Ольденбургского (1894), на Педагогических Фрёбелевских курсах (1884/1885). С 1897 до 1 декабря 1905 преподавал физику и космографию в VI, VII и VIII классах 6-й Санкт-Петербургской гимназии. С 1 октября 1899 до конца 1913—1914 учебного года преподавал физику и космографию в Свято-Владимирской женской церковно-учительской школе при Новодевичьем монастыре.
С 1897 по 1912 (кроме 1910) Я. И. Ковальский каждое лето участвовал в земских и церковно-приходских учительских курсах, проводя лекции с демонстрацией опытов, а также беседы по астрономии с наблюдением звёздного неба. За лето он иногда успевал провести занятия в 2-3 губерниях. Известно, что в 1897 он выступал в Курске с чтениями «О телах и явлениях нас окружающих» на педагогических курсах при духовной семинарии («особое оживление… произвел своими чтениями преподаватель Санкт-Петербургского пажеского корпуса Я. И. Ковальский»); в 1899 — на земских педагогических курсах в Саратове; в 1901—1902 — на педагогических курсах для народных учителей и учительниц в Самаре. Выступления Ковальского пользовались успехом у слушателей. Например, следующий отзыв оставил один из участников самарских курсов:
|  | Лекции Я. И. Ковальского никогда не забудутся. Его образцовые уроки до того были увлекательны, головы детей так легко и продуктивно работали, что не знаешь с чем и сравнить. <...> Слыша звонок и дети, и мы недоумевали — когда это прошел час?! Один из учеников школы, которого мы прозвали «Физиком», однажды сказал уходившему Я. И.: «приходите скорее еще с нами заниматься!» Такими же мыслями провожали и мы г. Ковальского после каждой лекции. Привлекало наше внимание множество опытов и объяснительных приборов и чертежей, но особенную симпатию и к лектору и к предмету возбудило настроение Я. И. и его простой, ясный слог.Сельский учитель С. «Пережитое» |

## Издания
- Ковальский Я. И., Животовский Н. П. Таблицы по математической географии / составили Я. Ковальский и Н. Животовский. — [Санкт-Петербург]: картогр. зав. А. Ильина, ценз. 1880. — 19 л. табл с.
- Ковальский Я. И. Сборник первоначальных опытов, при помощи которых можно познакомить детей с самыми простыми физическими и химическими явлениями. Пособие для учителей начальных школ, а также для родителей и воспитателей. — Санкт-Петербург: Издание Д. Д. Полубояринова, 1885. — 276 с. (в 1900—1901, 1907 и 1914 выходило сокращённое и переработанное для начальной школы издание «Сборника» под заголовком «Беседы из области мироведения»[40])
- Ковальский Я. И. Оптические основания устройства проекционных фонарей. — Санкт-Петербург: Синодальная типография, 1897. — 12 с.